# Hucknall Town FC
Hucknall Town Football Club är en fotbollsklubb från Hucknall i Nottinghamshire, England. Den bildades 1945 och hemmamatcherna spelas på Watnall Road i Hucknall. Klubbens smeknamn är The Yellows eller The Town .

## Historia
Klubben bildades 1945 under namnet Hucknall Colliery Welfare, 1987 döptes den om till Hucknall Town. De följande två åren vann man Notts Alliance, sedan flyttade man till Central Midlands League som man också vann två år i rad (1990, 1991). Klubben flyttades upp till Northern Counties East Football League Division One och sedan till Premier Division som man vann 1998.  
Säsongen 1998/99 slutade överraskande med en andraplats i  Northern Premier League Division One, bakom Droylesden. Man skulle ha vunnit divisionen om man inte råkat ut för poängavdrag i början av säsongen. Mellan 1999 och 2004 spelade man i NPL:s Premier Division och man vann ligan 2004. Då deras hammaplan Watnall Road inte klarade de av Football Conference fastställda kraven blev de inte uppflyttade till Conference National utan hamnade i stället i Conference North. 

## Meriter
- Northern Premier League Premier Division: 2004
- Northern Counties East Football League: Premier Division: 1998
- Central Midlands League Supreme Division: 1990, 1991
- Notts Alliance Senior Division: 1977, 1978, 1988, 1989
- Notts Alliance 1st Division Champions: 1973, 1981, 1987
- Notts Alliance 2nd Division Champions: 1971